# Peters Invitational 1996
Das Peters Invitational 1996 waren ein Tennisturnier der WTA Tour 1996 für Damen sowie ein Tennisturnier der ATP Tour 1996 für Herren, welche zeitgleich vom 8. bis zum 14. Januar 1996 in Sydney stattfanden.